# Jaskinia Murańska
Jaskinia Murańska (słow.  Muránská jaskyňa) – jaskinia krasowa na Muraniu w Tatrach Bielskich na Słowacji. Jej otwór znajduje się na wysokości 1559 m na południowej ścianie Murania, tuż nad Murańskim Upłazem. Jest dobrze widoczny z Polany pod Muraniem. Jest to ogromny otwór o wysokości 12 m i szerokości 8 m. Do 1955 r. znano tylko jej główny korytarz o długości 60 m, ale w 1955 polscy speleolodzy odkryli dalsze korytarze o długości ponad 100 m, wskutek czego łączna długość korytarzy wynosi obecnie około 160 m. (Władysław Cywiński w 1997 r. podaje już 200 m). Nowo odkryte korytarze wznoszą się do góry na wysokość około 50 m powyżej otworu wejściowego.
Jaskinia służyła dawniej pasterzom i owcom za schronienie w czasie złej pogody, obecnie w takim celu służy kozicom. Służby Tatrzańskiego Parku Narodowego wykładają w niej dla nich (a także innych zwierząt) sól.
W piśmiennictwie polskim po raz pierwszy jaskinię wzmiankował Ludwik Zejszner w 1852 roku. Odwiedzana była już w początkach turystyki tatrzańskiej, m.in. zwiedzał ją Tytus Chałubiński z towarzyszami. Znaleziono w niej kości różnych zwierząt, m.in. niedźwiedzia jaskiniowego.
Na Muraniu znajdują się jeszcze inne jaskinie, m.in. są to: Murańskie Okno, Wyżnie Murańskie Okno, Trzecie Oko i Murańska Studnia.